# Koert Adelaer

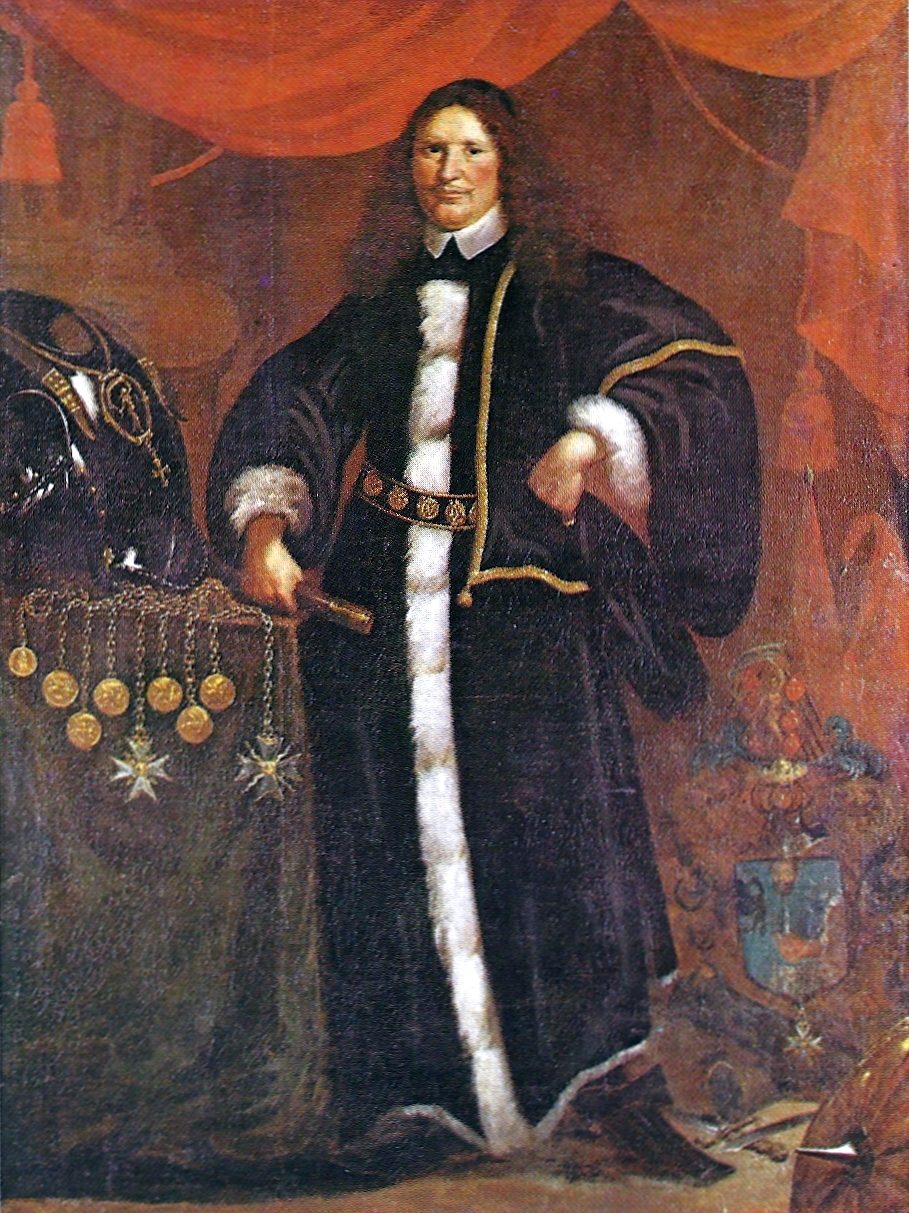
Koert Adelaer

Koert Sievertsen Adelaer (Brevik, 16 december 1622 - Kopenhagen, 5 november 1675) was een Nederlands/Noors admiraal in buitenlandse dienst.
Kurt Sivertsen was de zoon van een bevrachter en ging op 15-jarige leeftijd in Nederland als cadet in zeedienst; in 1639 diende hij op het eskader van Maarten Tromp tijdens de Slag bij Duins. In 1642 was hij stuurman op de Grote St. Joris. Dat schip werd ingehuurd door de vloot van Venetië als de San Georgio Grande. Daar stond hij bekend als Curzio Suffrido Adelborst. In 1645 werd hij benoemd tot kapitein op die San Georgio en ging met schip en al in Venetiaanse dienst. In 1650 werd het een admiraalsschip en hijzelf dus vlaggenkapitein. In een actie tegen de Turkse vloot op 13 mei 1654 bij de Dardanellen doorsloeg hij in zijn eentje als commandeur met zijn schip een linie van Turkse galeien en bracht er vijftien van tot zinken; de dag erna gaf het Turkse garnizoen van Tenedos zich aan hem over. Hiervoor werd hij benoemd tot ridder in de Orde van San Marco en kreeg van de senaat een jaarlijks pensioen van 1400 gouddukaten. In 1660 werd hij benoemd tot viceadmiraal.
Van 1661 tot 1663 werkte hij voor een Amsterdams koopmanshuis dat een bevoorradingscontract had bij de Admiraliteit van Amsterdam. Omdat de bijnaam "Adelborst" zich in Nederland niet goed liet verenigen met de rang van admiraal, begon hij zich "Adelaer" te noemen. Zijn zoon Jan Adelaer, in Nederland grootgebracht, diende tezelfdertijd onder Michiel de Ruyter. Begin 1665, toen bij het begin van de Tweede Engels-Nederlandse Oorlog de vloot sterk uitgebreid werd, bood men hem aan viceadmiraal van de Admiraliteit van het Noorderkwartier te worden, maar dit wees hij af. Na het sneuvelen van Jacob van Wassenaer Obdam in de Slag bij Lowestoft werd hij gepolst als bevelhebber, maar daar bleek hij ook geen interesse in te hebben.
Al in 1663 was hij begonnen te werken voor de Deense marine, waar toen ook Frederick Stachouwer en Volckert Schram in dienst waren. In 1666 vertrok hij op verzoek - en tegen een zeer ruime betaling - van koning Frederik III van Denemarken voorgoed naar diens koninkrijk, toen een bondgenoot van De Republiek, om de vloot te reorganiseren naar Nederlands model. Hij werd in de adelstand verheven als ridder Coort Sifvertsen Adelaer en benoemd tot admiraal-generaal van de Deense vloot, die hij met een dertigtal grotere schepen liet uitbreiden. Van 1669 tot 1670 leidde hij een missie naar Zuid-India om handelscontacten te leggen met het hof van Coromandel.
Adelaer had een uitstekende verstandhouding met De Ruyter (zelf ook in de Deense adel verheven). Een belangrijk deel van hun briefwisseling is bewaard gebleven. In 1675 voegde Denemarken zich bij de coalitie tegen Frankrijk. De Zweden kozen daarop voor de andere kant. Adelaer voerde één actie uit tegen de Zweedse vloot - de enige keer dat hij in Deense dienst daadwerkelijk zou vechten - maar in de herfst brak er een epidemie uit in Scandinavië. Ook Adelaer werd ziek en bezweek na een lang ziekbed op 5 november 1675 te Kopenhagen. Zijn functie van opperbevelhebber van de Deense vloot werd op 8 mei 1676 voor twee jaar opnieuw opgevuld door een Nederlandse admiraal: Cornelis Tromp. Nominaal bevond de admiraal-generaal zich nog onder de Riksadmiral en de koning, maar hij voerde het feitelijk bevel.
In Nederland, dat immers ruim voorzien is van zeehelden, is Adelaer niet erg bekend; Noorwegen, dat wat minder bedeeld is in dit opzicht, heeft hem dus als een van haar zonen omarmd, zodat Adelaer nu als Noors admiraal en zeeheld te boek staat: Cort Siverstsen Adeler. Zijn faam aldaar heeft hij vooral te danken aan een romantische levensbeschrijving uit de 19e eeuw van de Deense schrijver Bernhard Severin Ingemann, die het met de waarheid echter niet al te nauw nam en Adelaer de Turkse opperbevelhebber Ibrahim Pasja met vlaggenschip en al gevangen liet nemen, iets wat nooit gebeurd is.